# Coenochilus mirei
Coenochilus mirei är en skalbaggsart som beskrevs av Ruter 1969. Coenochilus mirei ingår i släktet Coenochilus och familjen Cetoniidae. Inga underarter finns listade i Catalogue of Life.